# 张鑫秋
张鑫秋（1994年9月3日—），山东省烟台市人，中国女子射击运动员，主攻飞碟项目。

## 生平
张鑫秋12岁时进入莱阳市体校，14岁时开始在烟台射击训练中心练习飞碟射击，2011年错过入选山东队的机会后，她前往深圳体校训练，2015年，正值广东省射击队复建之际，她进入广东队。2017年7月，她在全运射击不定向飞靶中以47中的成绩获得金牌。2018年8月，她在亚运女子不定向飞靶项目上以破亚运纪录的成绩获得冠军。
张鑫秋在训练及比赛时通常出手果断，风格类似于男子选手。